# Mayo-Lémié
Mayo-Lémié er et af de fire departementer, som udgør regionen Mayo-Kebbi Est i Tchad.
10°55′05″N 15°32′48″Ø / 10.9181°N 15.5466°Ø